# تيري سيلفستر
تيري سيلفستر (بالإنجليزية: Terry Sylvester)‏ هو عازف قيثارة وكاتب أغاني أمريكي وبريطاني، ولد في 8 يناير 1947 في Allerton, Liverpool ‏ في المملكة المتحدة.

## وصلات خارجية
- تيري سيلفستر على موقع الموسوعة البريطانية (الإنجليزية)
- تيري سيلفستر على موقع ميوزك برينز (الإنجليزية)
- تيري سيلفستر على موقع ديسكوغز (الإنجليزية)